# Naturschutzgebiet Hemecketal
Das Naturschutzgebiet  Hemecketal ist ein 6,75 ha großes Naturschutzgebiet (NSG) in der Gemeinde Kierspe im Märkischen Kreis in Nordrhein-Westfalen. Das NSG wurde 2003 vom Kreistag des Märkischen Kreises mit dem Landschaftsplan Nr. 7 Kierspe ausgewiesen.

## Gebietsbeschreibung
Bei dem NSG handelt es sich um einen Talbereiche des Hemecketales und des Schmittensiepens. Das Bachtal wird überwiegend von Grünlandgesellschaften feuchter bis nasser Standorte eingenommen. Auch Waldbereiche mit Bach-Erlen-Eschenwald und Magerweiden befinden sich im NSG. 

## Schutzzweck
Das Naturschutzgebiet wurde zur Erhaltung und Entwicklung von Talbereichen und als Lebensraum gefährdeter Tier- und Pflanzenarten ausgewiesen. Wie bei anderen Naturschutzgebieten in Deutschland wurde in der Schutzausweisung darauf hingewiesen, dass das Gebiet „wegen der landschaftlichen Schönheit und Einzigartigkeit“ zum Naturschutzgebiet wurde.